# نجو كا نين
نجو كا نين (بالصينية: 敖嘉年) هو ممثل صيني ولد بتاريخ 26 سبتمبر 1976.

## أعماله
من أعماله أفلام ييب مان 2 وييب مان 4.

## وصلات خارجية
نجو كا نين على موقع IMDb (الإنجليزية)
- نجو كا نين على موقع قاعدة بيانات الفيلم (الإنجليزية)
- نجو كا نين على موقع كينوبويسك (الروسية)